# Starobrno
 (octobre 2020).
Si vous disposez d'ouvrages ou d'articles de référence ou si vous connaissez des sites web de qualité traitant du thème abordé ici, merci de compléter l'article en donnant les références utiles à sa vérifiabilité et en les liant à la section « Notes et références ».
Starobrno (en tchèque : Pivovar Starobrno) est une brasserie située dans la ville de Brno, en République tchèque. Elle a été fondée en 1325 par l'ancien monastère de Brno. 
La brasserie a été nommée Starobrno dans la seconde moitié du XIXe siècle. En 2009, Starobrno produit plus d'un million d'hectolitres de bière. La même année, elle a fusionné avec la brasserie royale de Krušovice et est devenue propriété de la société brassicole néerlandaise Heineken.

## Histoire
Les débuts de la brasserie sont en relation avec l’ancien monastère de Brno, construit par la Polonaise Élizabeth Ryksa. Elle est située dans le quartier de la vieille ville de Brno. La brasserie ne dépendait pas du conseil municipal, mais était gérée par un bourgeois nommé Mořic. Cependant, la qualité de la bière était contrôlée par les conseillers municipaux.
Pendant les croisades contre les hussites durant la première moitié du XVe siècle, les bâtiments de la brasserie et le couvent ont été brûlés à plusieurs reprises, mais ont toujours été restaurés dans leur style d’origine.
En 1782, le couvent a été fermé par décision de l'empereur Joseph II, et la propriété passa aux mains de l'abbaye de Saint-Thomas également située à Brno. Il n'y a aucune preuve de l'existence de la brasserie entre 1782 et 1825 car les archives ont été détruites.
La seconde moitié du XIXe siècle en République tchèque a été marquée par l'expansion de l'industrie brassicole. L'équipement obsolète et la faible capacité de la brasserie étaient insuffisants pour la demande croissante de la ville en pleine expansion. Les derniers propriétaires de la brasserie d’origine, Josef Mandel et son fils-frère Herrmann Hayek ont donc décidé d’en construire une nouvelle avec des bâtiments de brassage modernes. 
Dans la dernière décennie du XIXe siècle, la brasserie a fusionné avec une autre société de brasserie, située dans Brněnské Ivanovice. À la fin du XIXe siècle, la production annuelle de la brasserie était de 236 490 hectolitres.
Jusqu'au début de la Première Guerre mondiale, l'entreprise était leader sur le marché de la bière à Brno, et la production atteignit 250 000 hectolitres par an. La bière de Brno était exportée vers la Pologne, l'Autriche et la Hongrie ; la brasserie fournit également la ville de Vienne. Les propriétaires de l'entreprise à ce moment-là étaient des Allemands ; les premiers actionnaires tchèques sont apparus à la brasserie en 1911.
En 1918, après la création du nouvel État tchécoslovaque, la brasserie passa entre les mains de la Banque de Moravie. L'importation de la bière davantage axée sur le marché slovaque. Les activités commerciales de la société ont atteint leur plus haut niveau autour de 1927.
Pendant la Seconde Guerre mondiale, la société était dirigée par des Allemands. La brasserie subit des dégâts lors du bombardement de Brno en novembre 1944, et fut ensuite gravement endommagée par les combats.
Au cours de la seconde moitié du XXe siècle, la brasserie a été modernisée à plusieurs reprises. Son histoire récente est marquée par sa privatisation et son passage au statut de société anonyme en 1992. La fusion avec Heineken en 2003 lui a permis de s’implanter de l'Europe de l'Est.

## Production
En 2009, Starobrno produit plus d'un million d'hectolitres de bière, pour la première fois de son histoire.
Starobrno produit six marques différentes de bière dans la production régulière: « Ležák », « Medium » et « Tradiční » (bières blondes pâles à 5 %, 4,5 % et 4 %), « Rezak » (une bière brune aromatisé au caramel) « Černé » (une bière brune) et « Frii » (une bière sans alcool).
Mis à part sa production standard, la brasserie produit un lot spécial de bière verte, qui n'est produit qu'une seule fois par année et distribué le jeudi saint. Le terme tchèque pour cette fête chrétienne est vert jeudi (zelený Čtvrtek) et la couleur inhabituelle de la bière est inspiré par cette fête.